# Крилати инсекти
Крилати инсекти (Pterygota, Metabola) представљају поткласу инсеката која обухвата највећи број данашњих врста (око 97%). Имају крила или су она секундарно редукована код појединих група (ваши, буве и др). Крила се развијају на другом (мезоторакс) и трећем грудном сегменту (метаторакс), који заједно чине птероторакс. Читав грудни регион развијенији је него код других група Hexapoda. Трбушни регион је изграђен из 8-11 сегмената, код неких група завршава се парним филаментозним наставцима (церцима). Једино у групи водених цветова постоји и средњи филамент. Усни апарат, прилагођен начину исхране, може бити за сисање, лизање, бодење, сркање, грицкање, а може да буде и мешавина ових типова. Парење се одвија копулацијом, а развиће је непотпуном или потпуном метаморфозом са одсуством пресвлачења код адултних јединки. Изузетак су водени цветови, код којих се адултни субимаго пресвлачи.

## Систематика и филогенија
Класификација крилатих инсеката извршена је на различите начине зависно од аутора. У већини класификационих схема ова поткласа се дели на око 30 савремених редова. Филогенетска систематика, која у обзир узима и предачко-потомачке односе изумрлих и савремених инсеката, препознаје знатно већи број редова, које обједињује у надредове или неформалне групе.
Основна подела крилатих инсеката на групе Palaeoptera и Neoptera је вероватно неодржива, јер су примитивни представници (Palaeoptera) парафилетска скупина, уједињена једино особином да крила не могу да се савију уз тело. Боља варијанта филогенетског сценарија је она која препознаје три монофилетске групе — Ephemeroptera, Odonatoptera и Neoptera.
У оквиру неоптерних инсеката издвојено је неколико монофилетских групација надредова и редова.: ортоптероидно-плекоптероидна група Polyneoptera, надред ваши Psocodea, надред полукрилаца , надред мрежокрилаца , надред двокрилаца Antliophora и надред лептира Amphiesmenoptera. Сродност између ових група, као и сродност редова унутар њих још увек је предмет истраживања научника.
У следећој филогенетској класификацији, називи под наводницима означавају парафилетске групе, док су изумрли таксони обележени знаком †.
„"
ред  (водени цветови)
† 
ред † 
ред † 
ред † 
ред † 

ред † 

ред † 
ред  (вилински коњици)

ред † 

ред † 
ред  (ухолаже)
ред 
подред  (грилоблатоде)
подред 
надред 
ред „" (бубашвабе)
ред  (термити)
ред  (богомољке)
надред 
ред † 
ред † 
ред  (правокрилци)
ред  (паличњаци)
надред 
ред  (ембије)
ред  (пролетњаци)
ред 

надред 
ред  (риличари, полукрилци)
ред  (трипси)
надред 
ред  (ваши и пероједи)
ред „" (књишке ваши)

ред  (опнокрилци)
ред  (тврдокрилци)
надред 
ред 
ред  (мрежокрилци)
ред  (враташи или камиле)
надред 

ред  (лептири)
ред 

ред  (двокрилци)
ред „" (муве-шкорпије)
ред  (буве)
ред 

ред † 
ред † 